# Cinematografia digitale

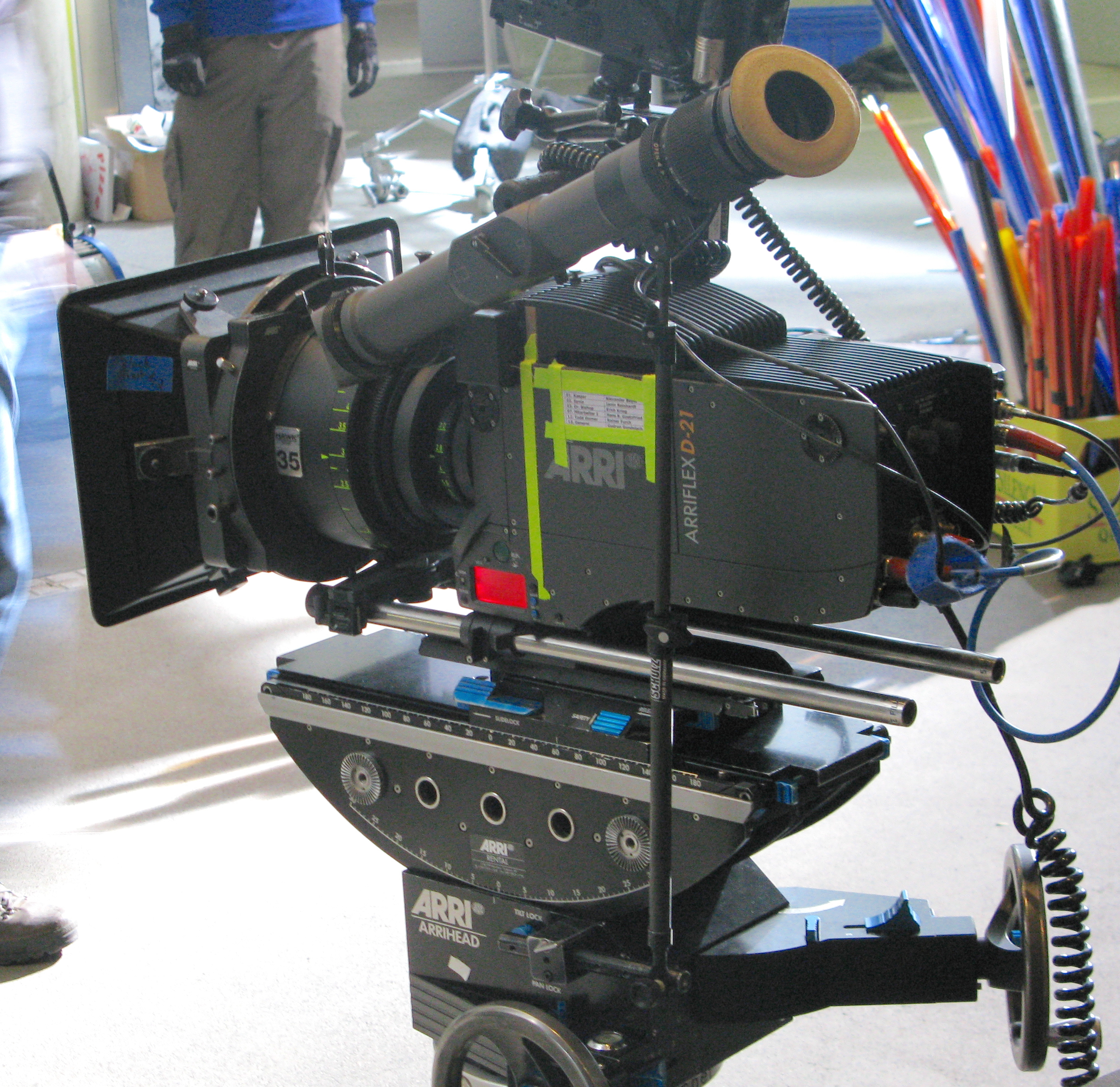
Arriflex D-21

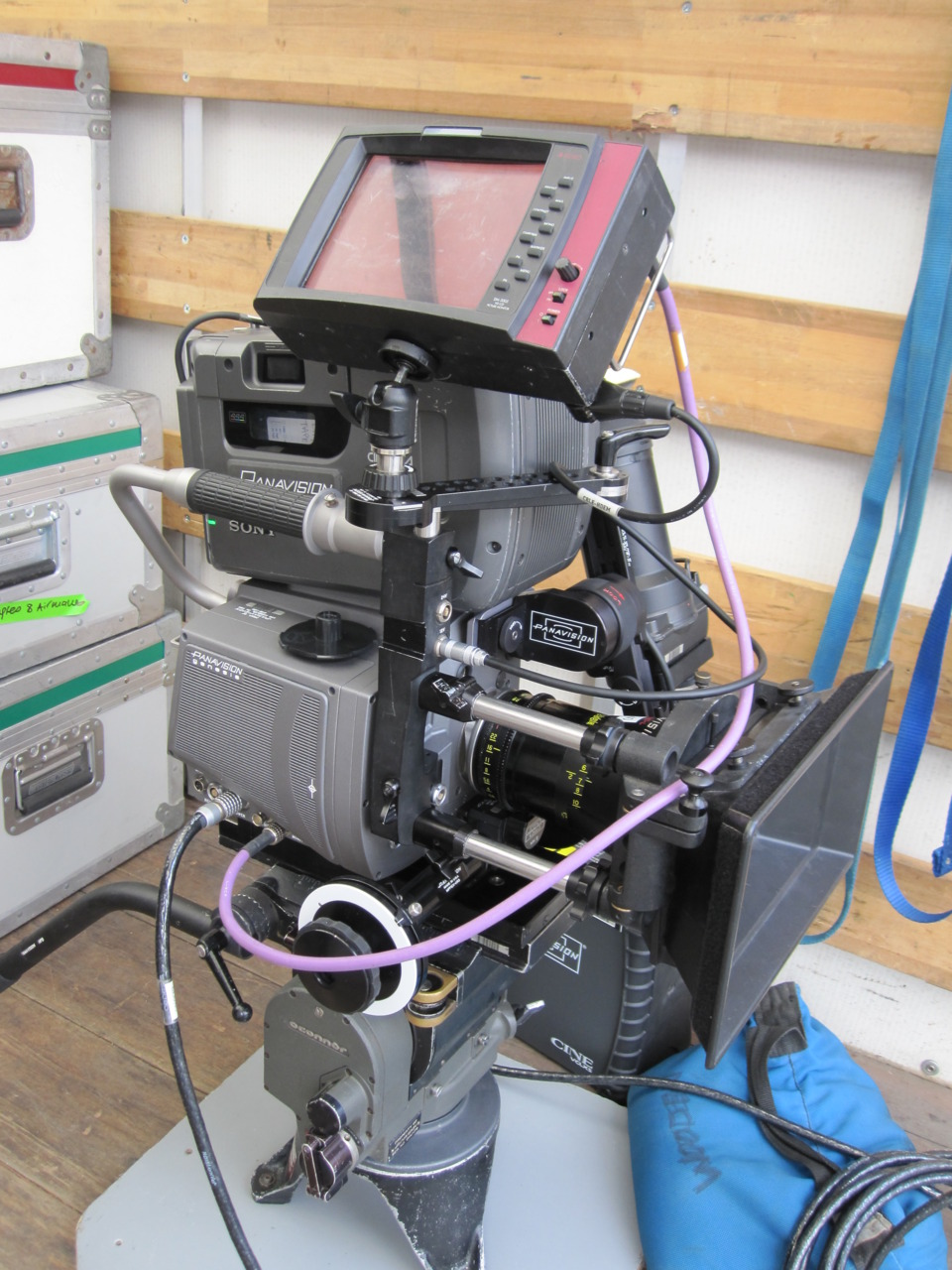
Panavision Genesis

La cinematografia digitale è il processo di acquisizione delle immagini in movimento come flusso di dati digitali, piuttosto che impressione di pellicola cinematografica. La registrazione può avvenire su nastro magnetico, hard disk, memoria flash o qualsiasi altro supporto in grado di registrare dati digitali. Nella misura in cui la tecnologia è migliorata questa pratica è diventata sempre più comune, al punto che alla fine del primo decennio degli anni 2000 la gran parte dei film destinati alle sale cinematografiche è prodotta in parte o totalmente con strumenti digitali.
La cinematografia digitale, in quanto riferita alla acquisizione di immagini, è distinta dal cinema digitale inteso come distribuzione e proiezione cinematografiche. 
Diversi produttori hanno sviluppato macchine da presa digitali, come i marchi della cinematografia tradizionale Arri e Panavision; nuove imprese come Red e Silicon Imaging nate per sviluppare la cinematografia digitale senza aver mai prodotto apparecchiature tradizionali; e aziende che sono tradizionalmente incentrate su apparecchiature video consumer e broadcast, come Sony e Panasonic.
La definitiva accettazione della cinematografia digitale può essere datata al 2009, quando The Millionaire è diventato il primo film girato prevalentemente in digitale ad essere insignito del premio Oscar alla Migliore Fotografia, e Avatar, film campione di incassi, non solo è stato girato interamente in digitale ma ha anche realizzato maggiori ricavi in sale predisposte per la proiezione digitale. Nel 2010, l'Oscar al Miglior Film Straniero, El secreto de sus ojos, è stato vinto da un film girato in digitale.